# Typhlatya iliffei
Typhlatya iliffei is een garnalensoort uit de familie van de Atyidae. De wetenschappelijke naam van de soort is voor het eerst geldig gepubliceerd in 1981 door C.W.J. Hart & Manning.